# 製圖墨水
製圖墨水，是工程製圖及漫畫用工具，常用於主線的描繪，屬於消耗品，有些可以防水，顏色較黑，類似簽字筆。
製圖墨水作漫畫用途使用時，可以用來畫主線、背景、框線，最常用來畫框線；作工程製圖使用時，可以用來畫草圖、3D背景線等。目前常見的品牌有以下幾種：
- DELETER
- Faber-Castell
- STAEDTLER
- Pilot